# Armie pancerne (ZSRR)

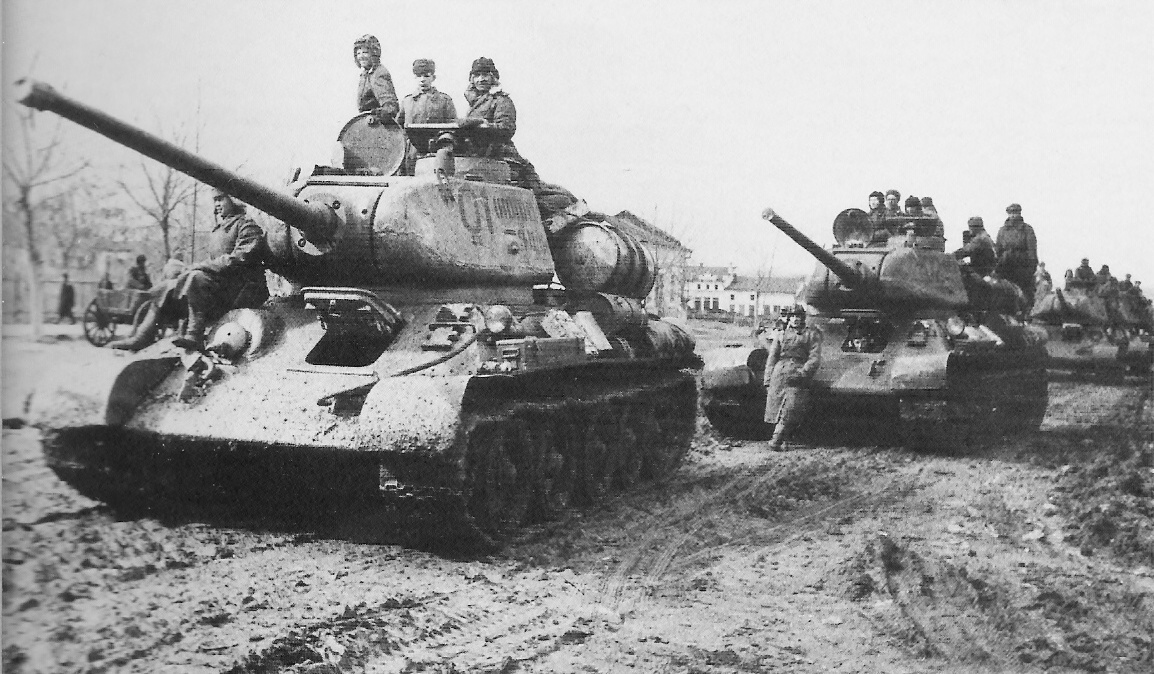
Czołgi T-34-85 należące do 1 Armii Pancernej w czasie operacji dnieprowsko-karpackiej podczas II wojny światowej

Armie pancerne ZSRR – najwyższa struktura organizacyjna wojsk pancernych Armii Czerwonej w czasie II wojny światowej. 
Radzieckie armie pancerne tworzono od wiosny 1942 roku, w okresie stabilizacji frontów wojny niemiecko-radzieckiej. Według Stawki armie pancerne, miały być silnymi związkami uderzeniowymi przeznaczonymi do przełamywania obrony niemieckiej, wykonywania dalekich działań rajdowych na tyłach Wehrmachtu oraz do skutecznego neutralizowania jednostek pancernych Panzerwaffe (dywizji i korpusów).

## Skład
Każda armia w 1942 roku składała się etatowo z dwóch korpusów pancernych, jednej samodzielnej brygady pancernej, dywizji piechoty, pułku artylerii lekkiej (24 × 76,2 mm działa), pułku artylerii rakietowej (18 × BM-13, 6 × BM-30) i dywizjonu artylerii przeciwlotniczej (8 × 37mm) – powinno być w takiej armii około 210 czołgów.
Armie pancerne, których formowanie rozpoczęto na początku 1943 roku miały już odmienny od swoich poprzedniczek skład bojowy. Nowa armia pancerna miała mieć na etacie dwa korpusy pancerne i jeden korpus zmechanizowany. Każdej armii na stałe przydzielano osiem armijnych pułków artylerii.
Skład armii pancernych predysponował je do działań manewrowych, mniej do uporczywych walk z przygotowanym na pozycjach do obrony nieprzyjacielem i prowadzenia tylko działań obronnych.

## Formowania

### I formowanie
Pierwsze armie pancerne Armii Czerwonej stworzone zostały rozkazem ludowego komisarza obrony marszałka K. J. Woroszyłowa 25 maja 1942 roku: 
- 3 Armia Pancerna – pod dowództwem generała porucznika P. L. Romanienki
- 5 Armia Pancerna – pod dowództwem generała majora A. I. Liziukowa

### II formowanie
W dniu 22 lipca 1942 roku już w toku walk na kierunku południowo-zachodnim, na przedpolach Stalingradu, dwóch nowych armii pancernych: 
- 1 Armia Pancerna – dowodzonej przez generała majora artylerii K. S. Moskalenkę (przemianowana na 1 Gwardyjską Armię Pancerną w dniu 25 kwietnia 1944 roku)
- 4 Armia Pancerna pod dowództwem generała majora W. D. Kriuczenkina

Armie te zostały praktycznie zniszczone w walkach na przedpolu Stalingradu (25–31 lipca 1942 roku).
We wrześniu 1942 roku odtworzono na bazie starego sztabu 5 Armii Pancernej pod dowództwem generała majora P. S. Rybałki. 

### III formowanie
Rozkazem Naczelnego Wodza z 22 lutego 1943 roku rozpoczęto formowanie pod dowództwem generała porucznika wojsk pancernych P. A. Rotmistrowa, która miano gwardyjskiej otrzymała od samego początku.
- 5 Gwardyjska Armia Pancerna

W dniu 30 stycznia 1943 roku pod dowództwem generała porucznika wojsk pancernych M. J. Katukowa na bazie sztabu 29 Armii sformowano 1 Armię Pancerną i 4 Armię Pancerną. Przemianowana na 4 Gwardyjską Armię Pancerną dopiero 17 marca 1945 roku. 
W styczniu 1943 roku utworzono 2 Armię Pancerną pod dowództwem generała porucznika wojsk pancernych P. L. Romanienki, na bazie 3 Armii Odwodowej Frontu Briańskiego. Przemianowana na 2 Gwardyjską Armię Pancerną w dniu 20 listopada 1944 roku.
Przeformowano w końcu kwietnia 1943 roku 3 Armię Pancerną (resztki uzupełnione po klęskach w rejonie Kozielska) w 57 Armię, w maju 1943 roku rozpoczęto formowanie nowej 3 Gwardyjskiej Armii Pancernej pod dowództwem generała porucznika wojsk pancernych P. S. Rybałki.
24 stycznia 1944 roku, sformowano pod dowództwem generała porucznika wojsk pancernych A. G. Krawczenki 6 Armię Pancerną. 12 września 1944 roku przemianowana na 6 Gwardyjską Armię Pancerną.